# Microregione di Juruá
Juruá è una microregione dello Stato di Amazonas in Brasile, appartenente alla mesoregione di Sudoeste Amazonense.

## Comuni
Comprende 7 municipi:
- Carauari
- Eirunepé
- Envira
- Guajará
- Ipixuna
- Itamarati
- Juruá